# Pegasus – Die YoungStar Achterbahn
Pegasus – Die YoungStar Achterbahn im griechischen Themenbereich des Europa-Parks in Rust ist eine Familienachterbahn des Herstellers Mack Rides, die am 25. Mai 2006 eröffnet wurde.

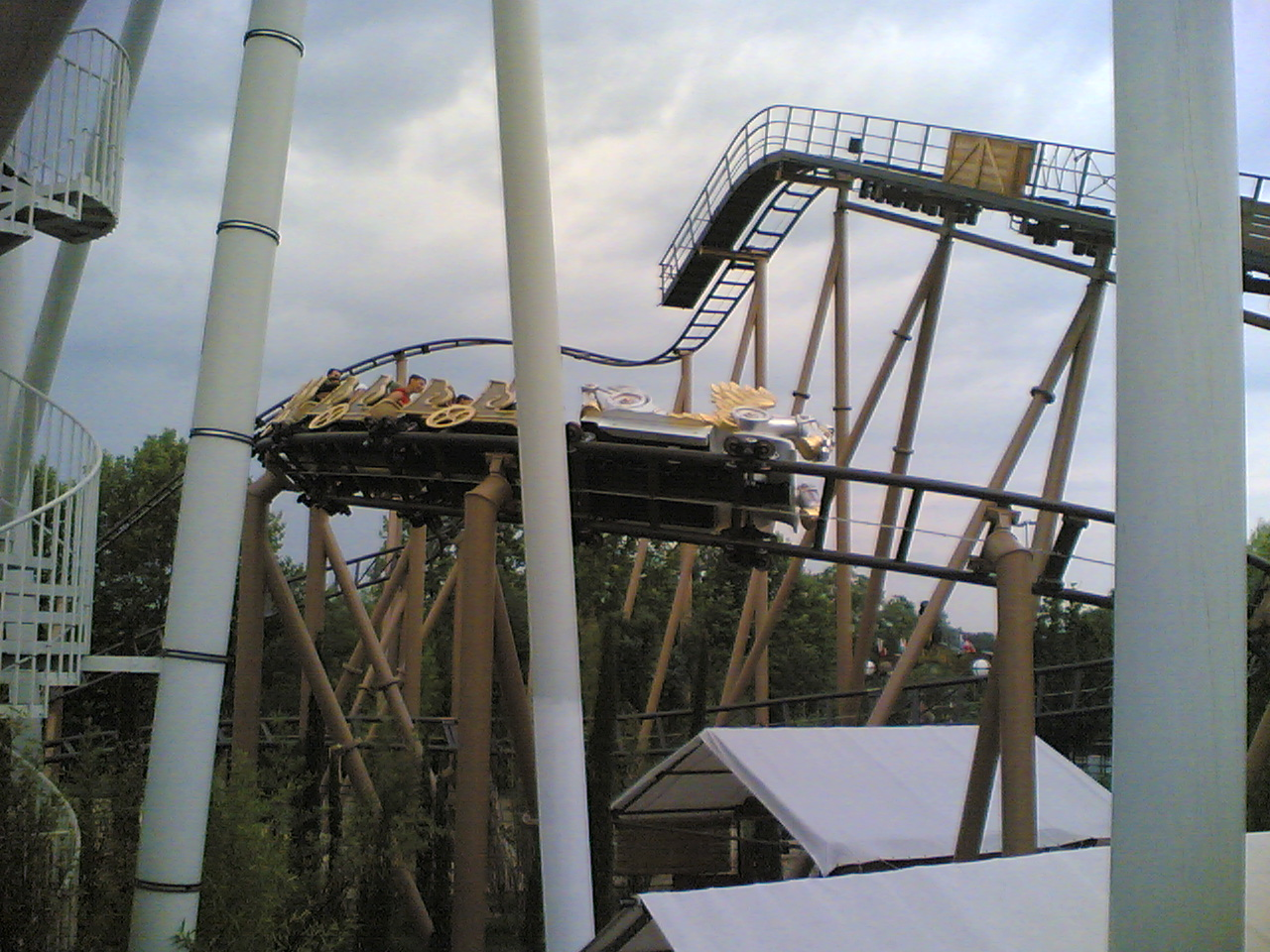

Pegasus – Die Youngstar Achterbahn ist die erste Achterbahn des Typs YoungStar Coaster. Sie zeichnet sich durch spezielle Einzelbügel und Sitzschalen aus, wodurch bereits Kinder ab vier Jahren und einer Mindestgröße von einem Meter mitfahren dürfen.
Auf dem 13 Meter hohen Lifthill kommen Reibräder zum Einsatz, gebremst werden die Züge mit Wirbelstrom- und Klotzbremsen. Als Besonderheit wird sowohl für den Reibradantrieb als auch die beiden Bremstypen dasselbe Schwert unter den Wagen benutzt.
Das Layout wurde vom Ingenieurbüro Stengel GmbH berechnet.

## Züge
Die Bahn besitzt zwei Züge mit je 18 Sitzplätzen (ein Wagen mit zwei und vier Wagen mit je vier Plätzen). Der erste Wagen ist nach dem namensgebenden geflügelten Pferd Pegasus aus der griechischen Mythologie gestaltet. Die weiteren Wagen erinnern an antike Streitwagen.